# Letícia Raymundi
Letícia Inês Andreoli Raymundi est une ancienne joueuse brésilienne de volley-ball née le 17 octobre 1990 à Taió (Santa Catarina). Elle mesure 1,84 m et jouait au poste de réceptionneuse-attaquante.

## Clubs
| Club                    | De        | À         |
| ----------------------- | --------- | --------- |
| Mackenzie Esporte Clube | 2007-2008 | 2007-2008 |
| Blumenau Voleibol Clube | 2008-2009 | 2008-2009 |
| Esporte Clube Pinheiros | 2009-2010 | 2009-2010 |
| AD Brusque              | 2010-2011 | 2010-2011 |
| Rio do Sul              | 2011-2012 | 2011-2012 |